# Attogon
Attogon ist ein Arrondissement im Departement Atlantique in Benin. Es ist eine Verwaltungseinheit, die der Gerichtsbarkeit der Kommune Allada untersteht. Gemäß der Volkszählung von 2013 hatte Attogon 7123 Einwohner, davon waren 3413 männlich und 3710 weiblich.
Durch den Ort verläuft die Fernstraße RNIE2, die südwärts nach Allada und nordwärts in das Gebiet der Kommune Toffo führt. Dort ist Houégbo das erste größere Ziel.